# Dori Sakurada
Dori Sakurada (桜田 通 Sakurada Dori?, n. 7 de diciembre de 1991) es un actor, cantante, modelo y bailarín japonés, más conocido por su papel de Niragi en Alice in borderland y Ryōma Echizen de la tercera generación Seigaku en los musicales de The Prince of Tennis.

## Vida personal
Dori Sakurada asistió a la escuela secundaria Meguro Nihon University, donde formó parte de los equipos de tenis y baloncesto. En 2002, el mismo año en que fue descubierto, tuvo un Dachshund como mascota al que llamó Fanta. La pérdida de Fanta en 2019 tuvo un impacto significativo en él, llevando a que el sitio web de su club de fans se centrara en la memoria de su mascota y su interés por el espacio exterior.
En cuanto a sus gustos musicales, Sakurada es un gran admirador de la banda de rock UVERworld. También mantiene una estrecha amistad con los actores Takeru Satoh y Ryunosuke Kamiki, quienes fueron sus compañeros en la agencia Amuse.

## Biografía
Dori Sakurada (桜田 通, Sakurada Dōri) nació el 7 de diciembre de 1991 en Tokio, Japón. A la edad de 11 años, mientras caminaba a casa con su madre, fue descubierto por un cazatalentos y pronto se unió a su actual compañía, Amuse. Durante la secundaria y preparatoria, tomó lecciones de canto, danza y actuación.
En 2005, Sakurada hizo su debut como actor en el drama televisivo "Ruri's Island". Sin embargo, ganó mayor reconocimiento por su papel como Ryoma Echizen en los musicales de El Príncipe del Tenis (Tenimyu), convirtiéndose en el miembro más joven del elenco a la edad de 14 años.
Además de su trabajo en teatro musical, Sakurada ha participado en numerosas series de televisión y películas. Algunos de sus roles más destacados incluyen en Alice in Borderland (como Suguru Niragi), Coffee & Vanilla, Scum's Wish, Orange y Let Me Eat Your Pancreas.
Sakurada también ha incursionado en la música. Lanzó su primer EP, "Sakura da Festa BEST", en 2019. En 2022, realizó su primera gira Zepp, llamada "Dori Sakurda ZEPP TOUR 2022: Anniversary to the next level", presentándose en Tokio, Yokohama, Osaka y Nagoya. Su sencillo debut, "MIRAI", fue lanzado en 2023.
Sakurada asistió a la escuela secundaria Meguro Nihon University, donde jugaba tenis y baloncesto. En 2002, el mismo año en que fue descubierto, tuvo un Dachshund al que llamó Fanta. Después de la muerte de su mascota en 2019, centró el tema y el diseño del sitio web de su club de fans en Fanta, junto con su interés en el espacio exterior. Su banda favorita es la banda de rock UVERworld. También es amigo cercano de los ex artistas de Amuse Takeru Satoh y Ryunosuke Kamiki.

## Filmografía

### Televisión
- 3B No koibito (TV Asahi/ABC, 2021) (S.N.R.Kodak)
- Alice in Borderland (Netflix, 2020-2022)
- Perfect Crime (TV Asahi-ABC, 2019)
- Coffee & Vanilla (MBS, 2019)
- Seven Detectives (TV Asahi, 2018)
- Hana nochi hare "boys over flowers 2 Hanadan next season" (TBS, 2018) (S.N.R.Kodak)
- Scum's Wish (Fuji TV, 2017)
- Road To Eden (Fuji TV, 2017)
- Aishitetatte, Himitsu wa Aru[3] (NTV, 2017)
- Maji de Koukai Shitemasu (TBS-MBS, 2017)
- Sannin no Papa (TBS, 2017) ep.6
- Kuzu no Honkai (Fuji TV, 2017)
- Kirawareru Yuuki (Fuji TV, 2017)
- HOPE (Fuji TV, 2016)
- Koe Koi (TV Tokyo, 2016)
- Good Morning Call (Fuji TV-Netflix, 2016)
- Hatsukoi Geinin (NHK BS Premium, 2016)
- Atelier (Netflix, 2015)
- Yowakutemo Katemasu (NTV, 2014)
- Koibumi Biyori (NTV, 2014)
- Suugaku Joshi Gakuen (NTV, 2012)
- Shiritsu Bakaleya Koukou (NTV, 2012) ep.6
- Tonari no Akuma-chan ~Mizu to Mizonokuchi~ (Fuji TV, 2011)
- Sign (MBS, 2011)
- Misaki Number One!! (NTV, 2011) ep.8
- Clone Baby (TBS, 2010)
- General Rouge no Gaisen (Fuji TV, 2010) ep.6
- Shirayuri Kyodai no Handsome na Shokutaku (Fuji TV, 2009)
- Samurai High School (NTV, 2009)
- Tokyo Shojo (BS-i, 2008)
- Hokaben (NTV, 2008) ep.5-6

### Cine
- Kimi no Suizo wo Tabetai (2017)
- Zenin, Kataomoi (2016) segmento "Boku no Sabotin"
- Shukatsu (2016)
- Orange (2015)
- The Werewolf Game: The Beast Side (2014)
- As the Gods Will (2014)
- Gajimaru Shokudo no Koi (2014)
- Marching: Ashita e (2014)
- Ousama Game (2011)
- OOO, Den-O, All Riders: Let's Go Kamen Riders (2011)
- Beck (2010)
- Kamen Rider Den-o Trilogy The Movie *Episode Blue (2010)
- Shokudo Katatsumuri (2010)
- Umi no Ue no Kimi wa, Itsumo Egao (2009)
- Cho Kamen Rider Den-O & Decade NEO Generations: The Onigashima Battleship (2009)
- Cafe Daikanyama III: Sorezore no Ashita (2009)
- Aquarian Age: Juvenile Orion (2008)
- How to Become Myself (2007)

### Anime
- Kuzu no Honkai (Fuji TV, 2017) como Ori Kurada

## Videos musicales
- Winter Love Story - JYONGRI (2008)
- Ame ni Utaeba - monobright (2010)
- Gingham Check - AKB48 (2012)
- Tsubasa wa Iranai - AKB48 (2016)